# 墨西哥華雷斯城聖殿
墨西哥華雷斯城聖殿是耶穌基督後期聖徒教會的第71運行的聖殿。
墨西哥華雷斯聖殿位于美墨邊界城市奇瓦瓦州的華雷斯城。  它為墨西哥北部和毗邻的美国德克萨斯州的约12,000名教會成員服务。  

## 歷史
1999年1月9日，约有1,700名成员参加了奠基仪式，聖殿建成后，超过25,000人参加了为期一周的开放日。  當時教會總會會長利于2000年2月26日至27日奉献了墨西哥華雷斯城聖殿，来自艾爾帕索和華雷斯城的大约8,100名成員参加了奉献仪式。
墨西哥華雷斯城聖殿采用白色大理石饰面，总建筑面积达10,700平方英尺（990平方），两个教儀室和两个印證室。
2020年，墨西哥华雷斯城聖殿因冠状病毒大流行而关闭。